# Helina iridescens
Helina iridescens este o specie de muște din genul Helina, familia Muscidae, descrisă de Malloch în anul 1922. Conform Catalogue of Life specia Helina iridescens nu are subspecii cunoscute.